# إيفان بونين

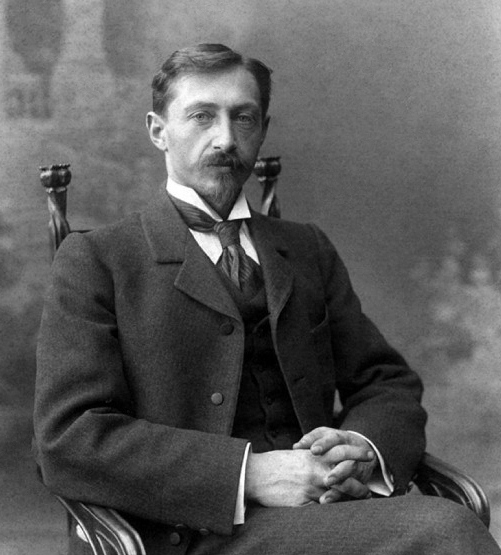
إيفان بونين

إيفان بونين (الروسية: Ива́н Алексе́евич Бу́нин) هو أديب وشاعر روسي ولد في 22 أكتوبر 1870 وتوفي في 8 ديسمبر 1953. نال جائزة نوبل في الأدب عام 1933. صدر له أول ديوان شعر في منتصف الثمانينات من القرن التاسع عشر.

## النشأة والتعليم المبكر
ولد ايفان اليكسيفتش بونين في 23 أكتوبر عام 1870 بمدينة فورونيج في اسرة نبلاء ينتمي اليها الشاعر فاسيلي جوكوفسكي والشاعرة آنا بونينا. في عام 1874 قررت اسرة بونين ترك المدينة والإقامة في قرية بوتيركي بمحافظة اوريول حيث كانت توجد آخر ضيعة للأسرة. وهناك استمع ايفان إلى حكايات واغاني الفلاحين وتشبع بحب الريف الروسي. وكتب لاحقا عن هذه الفترة من حياته يقول:
| إيفان بونين | ان ذكريات الطفولة ارتبطت منذ ان كنت في سن السابعة بالحقول وبيوت الفلاحين وساكنيها | إيفان بونين |

وكان الصبي بونين يقضي طوال يومه في القرى المجاورة ويرعى الماشية مع الصبيان من أبناء الفلاحين وربطته اواصر الصداقة مع بعضهم. ووصف بونين هذه الفترة من حياته في رواية «حياة ارسينييف» التي تمثل سيرته الذاتية قائلا: انني كنت اقلد الرعاة واتناول مع شقيقتي ماشا الخبز الأسود والفجل و«الخيارات الخشنة والمحببة»، ولدى تناول مثل هذا الوجبات من الطعام «تشعر وكأنك أصبحت قريبا من تلك الأرض، وكل ما يجري تحسسه وتلمسه والذي خلق منه الكون». وايامذاك شعر ايفان باعترافه نفسه بكل «عظمة الكون الربانية» والتي غدت الموضوع الرئيسي لأبداعه الأدبي شعرا ونثرا. وفي هذه السن بالذات تكشف تعامله الأدبي مع الحياة والذي تجسد في القدرة على تصوير الناس عبر الايماءات والحركات إذ كان محدثا موهوبا منذ ذلك الوقت. وفي سن الثامنة نظم بونين أول قصيدة. ولدى بلوغه الحادية عشرة من العمر التحق عام 1881 بالمدرسة في مدينة يليتس. وفي البداية كانت الدراسة سهلة حيث كان يحفظ قصيدة من صفحة كاملة إذا ما اعجبته. لكن في الاعوام التالية مضت الامور في الدراسة اسوأ فأسوا وفي العام الثالث ابقي في صفه لكي يعيده في العام التالي. علما ان معلميه لم يكونوا من ذوي المعارف والتأهيل العالي. لكن بونين واصل في المدرسة قرض الشعر مقلدا ميخائيل ليرمنتوف وبوشكين وغيرهما من شعراء روسيا الكبار. ولم يكن يجذبه ما يطالعه اقرانه في هذه السن بل كان يقرأ كل كتاب يقع بين يديه.
لم يختتم بونين تعليمه في المدرسة وواصل التعليم لاحقا بصورة مستقلة تحت اشراف شقيقه يولي اليكسييفتش الاستاذ في الجامعة. وفي خريف عام 1889 بدأ العمل في صحيفة «اورلوفسكي فيستنيك» ونشر فيها قصصه واشعاره ومقالاته في النقد الأدبي وخصص له عمود دائم في الصحيفة. وكان يكسب رزقه من الكتابة الأدبية. وكان ابوه قد افلس في عام 1893 وباع ضيعته ومن ثم بيته. ولم يجد الشاعر الفتي من يتلقى العون منه.
وتعرف بونين لدى عمله في الصحيفة على فارفارا باشينكو ابنة طبيب في المدينة والتي كانت تعمل هناك في مراجعة النصوص قبل طبعها.وكان يعكر هيامه الشديد بها حدوث مشاجرات بينهما احيانا، لكن العلاقة بينهما لم تختتم بالزواج، حيث عارض ابواها زواجها من شاعر فقير. وقد تحدث بونين عن غرامه الأول في الكتاب الخامس من روايته «حياة ارسينييف» الذي صدر بعنوان «ليكا».

ويشير كاتبو سيرة بونين إلى ان الكثيرين كانوا يتصورون بونين شخصا جافا وبارد الطبع. وكتبت فيرا مورومتسيفا – بونينا تقول:«حقا كان يتراءى للبعض احيانا انه كذلك، فقد كان ممثلا بارعا... لكن من لم يعرفه حتى النهاية ما كان ليتصور مدى رقة روحه». وكان بونين من الناس الذين لا يكشفون خفايا نفوسهم. وكان يتميز بطبيعة غريبة جدا. وهيهات ان يمكن ايجاد كاتب روسي آخر عبر عن مشاعر الحب بكل نكران ذات واندفاع كما فعل ذلك في رسائله إلى فارفارا باشينكو حيث جمع في احلامه صورة كل ما هو جميل وساحر وجده في الطبيعة والشعر والموسيقى. ويشبه بونين من حيث البحث عن المثل الأعلى في الحب الشاعر الألماني غوته الذي اعترف بأن «روايته الآم فرتر» تجسد لحد كبير سيرة حياته.

بونين مع صديقته باشينكو

## النشاط الأدبي والنجاح في روسيا
انتقل بونين عام 1892 إلى مدينة بولتافا، حيث شارك في تحرير الصحافة المحلية وانخرط في أوساط المثقفين المتأثرين بالحركة التولستوية. نشر قصصه وأشعاره في مجلات روسية مرموقة مثل الحركة الشعبية «نارودنايا» في اعوام السبعينيات والثمانينيات في القرن التاسع عشر. وشارك الاخوان ايفان ويولي بونين في هيئة تحرير صحيفة «اخبار محافظة بولتافا» التي كانت خاضعة منذ عام 1894 تحت تأثير المثقفين التقدميين. ونشر ايفان بونين بعض أعماله في هذه الصحيفة وكذلك في جريدة «كييفليانين»، وفي هذه الفترة بدأ نشر اشعار وقصص بونين في المجلات «السميكة» مثل «فيستنيك يفروبا» و«مير بوج» و«روسكويه بوغاتسفو» وجذبت اهتمام كبار النقاد. وتنبأ له الناقد نيقولاي ميخايلوفسكي لدى مطالعته قصة «مشهد من القرية» بأن يصبح «كاتبا كبيرا».
في فترة 1893 – 1894 ابدى بونين ولعا كبيرا بالحركة التولستوية فزار القرى التي يعيش اهلها وفق وصايا تولستوي في العودة إلى احضان الطبيعة واتباع اسلوب حياة بسيط. وفي يناير عام 1894 زار تولستوي نفسه في ضيعته والذي اقنعه بالعدول عن «الغلو في حياة البساطة» التي كان يدعو اليها بعض اتباعه.
في ربيع وصيف عام 1894 قام ايفان بونين بجولة في انحاء أوكرانيا. وقد اعرب في كتاباته عن اعجابه بأوكرانيا وقراها وسهوبها وسعى إلى التقارب مع شعبها والإصغاء إلى اغانيه وصدى روحه.
في عام 1895 هربت منه صديقته باشينكو التي تزوجت صديقه ارسيني بيبيكوف. وقد تأثر بونين لهذا الحدث كثيرا فترك عمله في بولتافا وانتقل إلى بطرسبورغ ومنها إلى موسكو حيث انخرط في اوساطهما الأدبية. وحقق هناك نجاحا باهرا. كما التقى مشاهير ادباء ونقاد العصر مثل تشيخوف وكورولينكو وكوبرين وميخايلوفسكي وسولوغوب وغيرهم.
ومن ثم سافر إلى اوديسا حيث تزوج آنا تساكني في عام 1898 لكن العلاقة الزوجية لم تدم طويلا بعد وفاة طفلهما الوحيد نيقولاي وانتهت بالطلاق. ومن هناك سافر إلى يالطا حيث التقى تشيخوف وغوركي وتعرف على المخرج المسرحي قسطنطين ستانيسلافسكي والملحن سيرغي رخمانينوف وفناني مسرح موسكو الفني الذين زاروا المدينة آنذاك. علما ان علاقته توطدت كثيرا مع تشيخوف وصار غالبا ما يزوره في يالطا وفي موسكو.
وشهدت بداية التسعينيات مرحلة جديدة من حياة بونين حيث قام برحلات كثيرة في أوروبا وبلدان أفريقيا والشرق الأوسط التي تركت فيه انطباعات شديدة تجسدت في قصصه التي لقيت اقبالا كبيرا لدى القراء ولمع اسمه بصفته من احسن كتاب روسيا في تلك الفترة.
في مطلع عام 1901 نشر ديوانه «سقوط اوراق الشجر» الذي اثار صدى كبيرا لدى النقاد. وفي عام 1903 منح بونين جائزة بوشكين التي تقدمها أكاديمية العلوم الروسية إلى الأدباء والمبدعين سنويا.
في عام 1906 تعرف بونين في موسكو على زوجته القادمة فيرا مورمتسيفا التي رافقته في جولته في مصر وسورية وفلسطين. وفي هذه الفترة نشر قصصه التي يتحدث فيها عن انطباعاته حول الشرق. ونظم ايامذاك قصائده الشهيرة ذات الموضوع الإسلامي:«ليلة القدر» و«الهجرة» و«امرؤ القيس» و«البدوي» و«القافلة» وكذلك قصصه «معبد الشمس» و«بحر الآلهة» و«ظل الطير» وغيرها.
وقد اتسمت أعماله النثرية بعد هذه الجولة بصبغة جديدة تشيع فيها التلاوين الصارخة وكأنها لوحات زيتية. وقد منحته أكاديمية العلوم الروسية جائزة بوشكين الثانية في عام 1909 لقاء قصة «ظل الطير» وغيرها التي صدرت في تلك الفترة ولترجمته اسعار بايرون إلى اللغة الروسية.وانتخب بونين في العام نفسه لنيل لقب أكاديمي شرف.

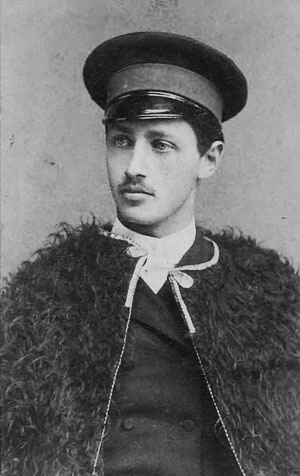
بونين عام 1891

وأثارت روايته القصيرة«القرية» التي نشرت في عام 1910 ضجة كبيرة في الاوساط الأدبية وتعتبر بداية شهرة بونين الواسعة في روسيا وخارجها. وكانت بداية نشر مجموعة من الروايات والقصص الأخرى التي «صورت الروح الروسية وأسسها المضيئة والقاتمة وحتى المأساوية في غالب الاحيان» حسب قوله. وكتب مكسيم غوركي عن رواية «القرية» ان أي كاتب آخر لم يتناول موضوع القرية بمثل هذا العمق والاصالة التاريخية. وعالج بونين على نطاق واسع حياة الشعب الروسي المتعلقة بمشاكله التاريخية والوطنية والقضايا الأكثر الحاحا في تلك الفترة أي الحرب والثورة. وقد صور القرية في زمانه بدون أي تزويق. وقد رسخت هذه الرواية التقاليد الواقعية في الأدب الكلاسيكي الروسي. علما ان بونين لم يلتحق بأية مجموعة ادبية في زمانه وكان لديه اسلوبه الخاص ولغته الشعرية ومعالجته لقضايا عصره. واصبح بونين ظاهرة ادبية متميزة بروسيا في النصف الأول من القرن العشرين.

## المنفى والاعتراف العالمي
غادر بونين روسيا بعد الثورة البلشفية عام 1917، واستقر في باريس منذ عام 1920. وفي فترة 1927 – 1930 كتب بونين مجموعة من القصص القصيرة مثل «الفيل» و«الشمس فوق الدار» وغيرها التي حاول فيها ايجاد اشكال جديدة للكتابة المقتضبة والتي ارسى بدايتها تولستوي وتورجينيف وتشيخوف.

في عام 1933 منح بونين جائزة نوبل لقاء روايته «حياة ارسينييف» واعمال أخرى.وكان أول كاتب روسي يحصل على هذه الجائزة. في خطابه الذي ألقاه لدى تسلمه "جائزة نوبل للآداب" في ستوكهولم، قال بونين 
"لقد حملت معي روسيا، حملت الواقع والحقيقة. فنحن لا نستطيع، أينما كنا، ووقتما كنا، إلا أن تسكن روسيا كل كياننا". 

وفي عام 1936 زار بونين ألمانيا وتعرّض للاعتقال والإهانة من قبل السلطات النازية بسبب علاقاته الثقافية، فانسحب إلى مدينة غراس في جنوب فرنسا، حيث عاش سنوات الحرب العالمية الثانية في عزلة، دون أن ينشر أعمالًا جديدة، باستثناء مجموعة "الدروب الظليلة". وفي عام 1945 ترك غراس وعاد إلى باريس. وفي الاعوام الاخيرة من حياته مرض كثيرا وكتب مذكراته وبدأ بتأليف كتاب عن تشيخوف لكنه لم يتمه. وكتب بونين في المهجر عشرة كتب. ووافته المنية في 8 نوفمبر عام 1953 وكان يعاني من الفقر الشديد. وكتب بونين في مذكراته يقول:
| إيفان بونين | انني ولدت قبل الاوان . ولو ولدت قبل هذا الزمن لكانت ذكرياتي ككاتب مختلفة. ولما شهدت مأسي عام 1905 ومن ثم الحرب العالمية الاولى وبعدها عام 1917 واستمراره ولينين وستالين وهتلر.. ولكم احسد ابونا نوح .. فقد كان من نصيبه ان يشهد حدوث طوفان واحد | إيفان بونين |

ودفن بونين في مقبرة سانت-جنفييف- دي بوا بضواحي باريس.

## حبه للشرق العربي الإسلامي
أحب إيفان بونين الشرق العربي الإسلامي ويتجلى ذلك في العديد من المظاهر الفكرية والوجدانية التي وسمت مسيرته الأدبية, قام إيفان بونين بجولة في الشرق الأوسط شملت مصر وفلسطين والأردن وسوريا ولبنان والجزائر، برفقة زوجته فيرا مورومتسيفا، وذلك في مطلع القرن العشرين. تركت هذه الرحلة أثرًا عميقًا في نفسه، وانعكست بوضوح في قصصه وقصائده التي حملت طابعًا روحيًا وتأملات في الثقافة الإسلامية. . فقد درس القرآن الكريم بجدية وتأمل، لا بوصفه موضوعًا ثقافيًا فحسب، بل كمصدر إلهام روحي وأدبي، انعكس في أسلوبه وتوجهاته الفنية. ولم يكن شغفه بالشرق الإسلامي عابرًا، بل كان متجذرًا في وجدانه، حتى إنه رغم كثرة أسفاره، ظل يعود إلى البلاد الإسلامية كأنه يُلبي نداء داخليًا لا ينقطع، وقد عبّر عن إحساسه هذا بالانتماء بقوله إنه يشعر كصوفي متحمّس، يعيش تجربة روحية متجاوزة للانبهار الظاهري نحو تماهٍ عميق مع الروح الإسلامية.
ومن أبرز مظاهر هذا الارتباط الرمزي والروحي، أنه كان يحتفظ دائمًا بنسخة من القرآن الكريم في حقيبة سفره، وكان أسلوبه الأدبي في بعض الأحيان يستلهم البنية الإيقاعية والتكرارية للنص القرآني، بما يكشف عن تأثر واضح في نبرة الكتابة وجمالياتها التعبيرية. وقد نظم بونين عددًا من القصائد التي تعكس هذا الافتتان بالثقافة الإسلامية، من بينها قصائد تناولت موضوعات مثل "ليلة القدر"، و"الحجر الأسود"، و"الحجيج"، و"يوم الحساب"، فضلًا عن قصيدته "السر" التي تضم اقتباسًا صريحًا من القرآن الكريم.
وتتجاوز علاقة بونين بالشرق حدود التقدير الأدبي، لتصل إلى قناعة فكرية بأنّه يواصل تقليدًا شعريًا روحيًا بدأه بوشكين في "محاكاة القرآن"، إذ اعتبر نفسه امتدادًا لهذا التيار الذي يرى في النصوص الإسلامية مصدرًا ثريًا للخيال الشعري والبحث الجمالي.

## مؤلفاته
- تفاح أنطونوف (1900) – مجموعة قصص قصيرة
- سقوط أوراق الشجر (1901) – ديوان شعر
- ظل الطير (1907) – قصة ضمن مجموعة قصصية
- القرية (رواية بونين) (1910)
- معبد الشمس (مجموعة قصص) (1917) – مجموعة قصص
- بحر الآلهة (1917 تقريبًا) – قصة ضمن مجموعة قصصية
- الأيام الملعونة (1918–1920، نُشرت لاحقًا) – مذكرات
- غرام ميتيا (1925) – مجموعة قصص قصيرة
- الفيل (مجموعة قصصية) (1927) – مجموعة قصص قصيرة
- الشمس فوق الدار (1930) – مجموعة قصص قصيرة
- حياة ارسينييف (1930–1933) – رواية
- الدروب الظليلة (1944) – مجموعة قصص عن الحب
- اللقاء الأخير (رواية) (1953، نُشرت بعد وفاته) – رواية قصيرة

## روابط خارجية
- إيفان بونين على موقع أرشيف الشارخ.
- إيفان بونين على موقع IMDb (الإنجليزية)
- إيفان بونين على موقع الموسوعة البريطانية (الإنجليزية)
- إيفان بونين على موقع مونزينجر (الألمانية)
- إيفان بونين على موقع ميوزك برينز (الإنجليزية)
- إيفان بونين على موقع أول موفي (الإنجليزية)
- إيفان بونين على موقع إن إن دي بي (الإنجليزية)
- إيفان بونين على موقع ديسكوغز (الإنجليزية)
- إيفان بونين على موقع قاعدة بيانات الفيلم (الإنجليزية)
- إيفان بونين على موقع كينوبويسك (الروسية)